# Iowa Heartlanders
Iowa Heartlanders är ett amerikanskt professionellt ishockeylag som spelar i den nordamerikanska ishockeyligan ECHL sedan 2021, när de grundades. De spelar sina hemmamatcher i inomhusarenan Xtream Arena, som har en publikkapacitet på 5 100 åskådare, i Coralville i Iowa. Laget ägs av Deacon Sports & Entertainment, som äger också Lions de Trois-Rivières och Newfoundland Growlers i samma ishockeyliga. Heartlanders är farmarlag till Minnesota Wild i National Hockey League (NHL) och Iowa Wild i American Hockey League (AHL). De har ännu inte vunnit någon Kelly Cup, som är trofén till det lag som vinner ECHL:s slutspel.
Spelare som har spelat för dem är bland andra Ryan Kuffner.